# Бусаны
Бусаны — деревня в Володарском сельском поселении Лужского района Ленинградской области.

## История
Усадище Бусан в Дремяцком погосте Новгородского уезда по переписи 1710 года числилось за Дмитрием Тимофеевичем Аничковым, помещиком 55 лет.
На карте Санкт-Петербургской губернии Ф. Ф. Шуберта 1834 года на месте современной деревни обозначена усадьба Назимовой.

БУСАН — усадище принадлежит титулярному советнику Михайле Баралевскому число жителей по ревизии: 13 м. п., 15 ж. п. (1838 год)

На карте профессора С. С. Куторги 1852 года, на месте современной деревни отмечены безымянные мызы.

БУГАН — мыза владельческая при озере Вреве, число дворов — 1, число жителей: 2 м. п., 4 ж. п. (1862 год)

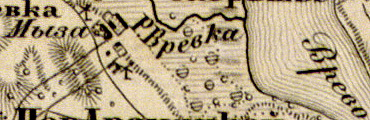
Деревня Бусаны на карте 1863 года

Согласно карте из «Исторического атласа Санкт-Петербургской Губернии» 1863 года на месте современной деревни находилась мыза и две ветряные мельницы.
Согласно материалам по статистике народного хозяйства Лужского уезда 1891 года, усадьба Бусан принадлежала жене генерал-майора А. М. Оларовской, усадьба была приобретена до 1868 года.
В Бусанах размещалась опытная сельскохозяйственная станция. В 1895 году владелец станции и имения Заполье П. А. Бильдерлинг передал её в пользование, а затем в заведование Министерству земледелия и государственных имуществ. В 1905 году на станции работал агрономом будущий писатель М. М. Пришвин.
В XIX веке мыза административно относились к Городецкой волости 5-го земского участка 2-го стана Лужского уезда Санкт-Петербургской губернии, в начале XX века — 4-го стана.

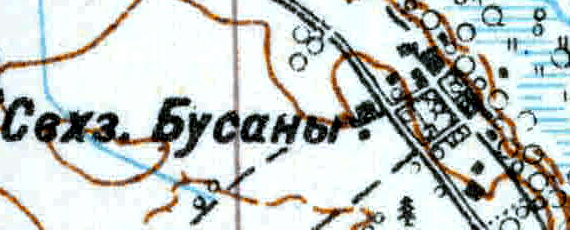
План деревни Бусаны. 1926 год

Согласно топографической карте 1926 года на месте современной деревни находился совхоз Бусаны.
По данным 1966 года деревня Бусаны входила в состав Городецкого сельсовета.
По данным 1973 и 1990 годов деревня Бусаны входила в состав Володарского сельсовета.
В 1997 году в деревне Бусаны Володарской волости проживали 11 человек, в 2002 году — 4 человека (все русские).
В 2007 году в деревне Бусаны Володарского СП проживали 2 человека.

## География
Деревня расположена в южной части района на автодороге 41К-254 (Городец — Конезерье) в месте примыкания к ней автодороги 41К-666 (подъезд к дер. Новоселье).
Расстояние до административного центра поселения — 3 км.
Расстояние до ближайшей железнодорожной станции Серебрянка — 19 км.
Деревня находится на западном берегу озера Врево.

## Демография
| 1838 | 1862 | 1997 | 2007 | 2010 | 2017 |
| ---- | ---- | ---- | ---- | ---- | ---- |
| 28   | ↘6   | ↗11  | ↘2   | ↗9   | ↗14  |